# 浜田えみこ
浜田 えみこ（はまだ えみこ、1983年6月3日 - ）は日本のタレント・女優。
かつてキリンプロに所属していた。劇団らちゃかんに旗揚げ当初から在籍し、一時退団したが、団員として復帰しその後、結婚とともに引退。
血液型はO型。

## 舞台
- 所属する劇団らちゃかんに出演しつつ、かつては客演も行っていた。
- キリンプロ公演「キネマの天地」滝沢菊江役
- ZAPPA「花」つばき役

## TV
- 「泣きなさい　笑いなさい　素晴らしき人生SP」（テレビ朝日）
- 「踊る!さんま御殿!!」（日本テレビ）
- 「TVおじゃマンボウ」（日本テレビ）
- 「行列のできる法律相談所」（日本テレビ）
- 「Dのゲキジョー 〜運命のジャッジ〜」（フジテレビ）
- 「発掘!あるある大事典II」（関西テレビ）
- NHK　"報道篇"

## スチル
- POND'S